# Ужгородський район (1953—2020)
У́жгородський райо́н — колишня адміністративно-територіальна одиниця Закарпатської області України. Населення становить 69 581 особа (на 1.08.2013). Площа — 870 км². Адміністративний центр — місто Ужгород, яке не входить до складу району. Утворено 25 січня 1953 року. Ліквідований у липні 2020 року, у зв'язку з проведенням адміністративно-територіальної реформи та включений до складу новоутвореного укрупненого Ужгородського району, до якого також увійшли колишній Перечинський, Великоберезнянський та частина Мукачівського районів.

## Географія
Район межує з півдня і заходу з Угорщиною і Словаччиною, зі сходу і південного сходу — з Берегівським, Мукачівським та півночі — з Перечинським районами. Через район протікають три річки — Тиса, Латориця, Уж, які приймають води десятка безіменних потічків і малих річок.
Щодо природно-географічних умов, то Ужгородський район у північній і східній частинах займає передгір'я останніх південних відрогів Карпат, так званого Вігорлато-Гутинського вулканічного хребта, який переходить у Потиську низовину. Як свідчать археологічні пам'ятки, відкриті за останню чверть століття, Ужгородський район у давнину був густо заселений, починаючи з давньої кам'яної доби і закінчуючи Середньовіччям.

## Історія

Землі ужанської жупи зафарбовано синім

Пам'ятки давньокам'яної доби (200-11 тисяч років тому) були виявлені в Ужгороді на Радванській і Дайбовецькій гірках, у селах Горяни, Барвінок, Великі Лази, Глибоке, Дубрівка, Оноківці, Середнє. В ті далекі часи місця первісних поселень (стоянок) розташовувалися на останніх південних відрогах Карпат. На таких стоянках знайдено лише кам'яні знаряддя та заготовки (нуклеуси), ножеподібні пластини, різці, рубилоподібні знаряддя тощо.
Первісні людські колективи давньої кам'яної доби вели рухливий спосіб життя, займаючись мисливством і збиральництвом. В залежності від застосування того чи іншого способу виготовлення кам'яних знарядь праці, кам'яну добу поділяють на три великі періоди: 1) палеоліт (давня кам'яна доба); 2) мезоліт (середня кам'яна доба); 3) неоліт (нова кам'яна доба). Кам'яна доба на теренах району поки що слабо вивчена. Пам'ятки мезоліту (середньої кам'яна доба) на Закарпатті, в тому числі й Ужгородському районі, виявлені археологами лише в 70-80-х роках XX ст. біля сіл Барвінок, Глибоке, Гута, Кам'яниця, Невицьке, Солотвино, Середнє, датуються ХІ-УІІ тисячоліттям до н. е. Значні зміни у техніці обробки каменю в добу мезоліту спричинили появу замість великих рубаючих і колючих знарядь праці (макролітів) — малих (мікролітів). За формою вони нагадували трикутники, трапеції, сегменти, круглі скребачки, з до винайдення лука і стріли, завдяки яким полювання перетворилося в надійне джерело життя, але й зумовило швидке зменшення кількості тварин. Щоб поповнити щоденні запаси їжі, люди доби мезоліту змушені були зайнятись рибальством і збиральництвом.
Рухливий спосіб життя обумовив характер мезолітичних стоянок. Житла на них споруджувалися у вигляді куренів з дерева та гілок. Вони, як правило, розташовувались на берегах річок, потічків, невеликих озер, на окраїнах боліт. Кілька таких стоянок виявлено на правому березі Ужа в районі с. Кам'яниця.
На зміну мезоліту прийшов неоліт (нова кам'яна доба), що продовжувався у межах 5100-3700 рр. до н. е. На неоліт припадає перехід людства від присвоювальних форм господарства (полювання, рибальство, збиральництво) до відтворювальних форм — скотарства і землеробства. Скотарство виникло з полювання, землеробство — із збиральництва. Скотарство і землеробство, доповнені рибальством, мисливством, створили необхідні умови для тривалої осідлості і заснування довготривалих поселень. Саме в цьому полягає історична роль новокам'яної доби.
Нові форми господарської діяльності людей неоліту сприяли появі нових зразків кам'яних знарядь праці, виникненню гончарства, плетіння і ткацтва. Значно розвинулася техніка обробітку кам'яних знарядь праці, а саме: різання, свердління, шліфування.
Окрім появи нових зразків кам'яних знарядь праці, плетіння і ткацтва, найхарактернішим і загальнокультурним надбанням доби неоліту був винахід глиняного посуду (кераміки). Випалена на вогні глина була першим штучним матеріалом, який створила людина. Посуд виготовлявся ручним способом. Більшість неолітичного посуду прикрашалась врізним і розписним орнаментом (чорна, червона, вишнева фарби). За характером форми, орнаменту посуду археологи визначають окремі групи неолітичного населення або його культури.
За доби неоліту виникають довготривалі поселення в рівнинній місцевості краю. Серед них поселення, відкриті біля сучасних сіл Велика Добронь, Малі Геївці, Паладь-Комарівці, Тарнівці, Холмці, Холмок, Середнє, мікрорайон Ужгорода Дравці та ін. На поселеннях, які піддавалися розкопкам, виявлено, як правило, товстий культурний шар, землянкові і напівземлянкові житла, господарські ями, велику кількість уламків від ліпного посуду, кам'яні шліфовані сокири, тесла, мотики, прясла для веретен та конуси від примітивних ткацьких верстатів.
Знахідки жіночих глиняних статуеток зі схематичним або реалістичним зображенням жіночої фігури нагадують, що тодішнє населення краю жило матріархальними родовими колективами. Культ жінки-матері був пов'язаний із першорядною роллю, яку вона відігравала в господарському та суспільному житті людей новокам'яної доби.
Подальший розвиток життя тогочасних мешканців нинішнього Ужгородського району проходив у мідній добі (3600-2000/1900 р.р. до н. е.). Характерною особливістю мідної доби було те, що поряд із кам'яними співіснували знаряддя, виготовлені з першого металу — міді. З неї виготовляли знаряддя праці, зброю, прикраси (сокири, чекано-молоти, ножі, наконечники списів, кинджали, шила, рибальські гачки тощо). На жаль, пам'яток мідної доби на території району поки що виявлено мало. Це поселення у могильнику, виявленому у Великих Лазах, поселення в Малих Геївцях, Малій Доброні та Підгорбі. Отримані з них матеріали свідчать про подальші успіхи в землеробстві, скотарстві, обробітку каменю, металургії міді, гончарній і ткацькій справах.
З мідної доби розвинулася бронзова доба (1900—800 р.р. до н. е.). Бронза була першим металом, штучно створеним людиною. Вона була твердішою і тому придатнішою для виготовлення знарядь праці і зброї. Крім того, мідь плавилась при температурі 1083°, а сплави бронзи при температурі 700—900°, яку можна було отримати в примітивних печах-горнах.
Бронзові речі виготовлялися технікою лиття. Розплавлений метал ллячками розливали в глиняні або кам'яні формочки. З бронзи виливали сокири, долота, серпи, ножі, шила, кинджали, бойові сокири, вістря списів, мечі, браслети, персні, підвіски, котли та інші побутові предмети.
Набір таких бронзових речей було знайдено в Глибокому, Лінцях, Малій Доброні, Великих Геївцях, Середньому, Ужгороді та ін. За останні два десятиріччя виявлено також поселення бронзової доби в Баранинцях, Пацканьові, Холмоку, Часлівцях. Ці поселення належать до доби середнього і пізнього бронзової доби (XVI — ІХ ст. до н. е.). Найвідомішими культурами бронзової доби на території краю, які припадають на вказаний період, є Станівська культура і культура Ґава. До Станівської культури належить могильник, виявлений у 30-х роках XX століття в с. Холмці. Це був тілопальний могильник, де останки кремації знаходились у горщиках-урнах і заривались в неглибокі ямки.
Бронзову добу змінила залізна доба, яку вчені поділяють на ранню (гальштатський) — XI—VI ст. до н. е. та пізню (латенський) — V—І ст. до н. е.
Хоч люди Близького Сходу з залізом були знайомі ще в мідну добу (метеоритне залізо), але через його високу температуру плавлення (1570°), якої досягати тоді ще не вміли, залізо почало витісняти бронзу лише тоді, коли вони навчилися виготовляти залізо із руди. Залізні і болотні руди в природі зустрічаються досить часто, на відміну від міді, олова, цинку, миш'яку та інших компонентів бронзи.
У давнину залізо добували так званим сиродутним способом у спеціальних печах-горнах, у які нагнітали сире повітря. Після закінчення плавлення отримували тістоподібну крицю, з якої в кузнях виготовляли різноманітні знаряддя праці, зброю, прикраси.
Залізна доба у Закарпатті, в тому числі й Ужгородському районі, настав в VIII—VII ст, до н. е., а найвищого розвитку досяг у V—I ст. до н. е. Цей період представлений поселеннями, городищами, могильниками. Поселення залізної доби виявлені в Малих Геївцях, Оноківцях, Оріховиці, Сторожниці, Тарнівцях, Середньому. Городища стали відомими в Ужгороді (Замкова гора), Горянах, Невицькому (курганний могильник).
Застосування залізних знарядь праці, які в порівнянні з бронзовими були набагато дешевшими і того ж продуктивнішими, сприяло швидкому розвитку землеробства, ремесла, підвищенню добробуту населення. Використовуючи залізну сокиру, люди вирубували під посіви нові лісові ділянки. В межах району росли значні площі дубових лісів. Завдяки застосуванню наральника стало можливим використовувати для обробітку землі тяглову силу.
Рання залізна доба у Закарпатті представлена так званою куштановицькою культурою (назва походить від с. Куштановиці Мукачівського району), яка датується VI—IV ст. до н. е. Курганний могильник Куштановицької культури був виявлений у Невицькому. Тут під курганним насипом було поховано 17 небіжчиків, про що свідчать посудини-урни з останками кремації. Біля кожної урни, як правило, знаходилося по кілька приставлених посудин, очевидно, з їжею. Серед речових знахідок ножі, залізні вудила, срібна підвіска, пастові намистини, бронзова застібка та ін. Невицький курган датується кінцем VI — початком V ст.до н. е.
Пізня залізна доба або латен (V—І ст. до н. е.) на території району представлена поселеннями в Середньому, Тарнівцях, Ратівцях (уроч. Човкаш). Найвищого розвитку латенська культура в Закарпатті досягла в П-І ст. до н. е., коли залізо широко і надійно ввійшло в усі сфери економічного життя населення.
У першій половині І тисячоліття внаслідок завоювань Римської імперії в Карпатській улоговині населення краю, в тому числі й Ужгородського району, опинилося в безпосередній близькості від її кордонів. Вплив римської провінційної культури, поява сарматів, вандалів, піднесення даків сприяли виникненню на території Закарпаття нової культури — карпатських курганів (ІІ—IV ст.). Наприкінці II — на початку III ст. в місцеве етнічне середовище вторгаються племена носіїв пшеворської культури, що проживали на території нинішньої південної Польщі. Сліди пшеворських племен засвідчені в Холмоку, Горянах, Великій Доброні.
Сьогодні на теренах району відомо більше десяти поселень першої половини І тисячоліття. Вони частково досліджувалися в селах Батфа, Велика Добронь, Галоч, Довге Поле, Дубрівка, Коритняни, Малі Геївці, Паладь-Комарівці, Пацканьово, Підгорб, Сюрте, Холмок, Ратівці. Дослідження вчених свідчать про подальший розвиток економічного життя в краї. Поряд із землеробством і скотарством, високого рівня досягли ремесла: залізоробне, ковальське, гончарне, деревообробне. В побут увійшла кераміка, виготовлена на гончарному колі, обпалена в гончарних горнах. Знахідки римських монет та ювелірних виробів (Малі Селменці) свідчать про жваві торговельно-обмінні відносини між населенням краю та римськими провінціями Паннонія і Дакія.
Під час розкопок поселення в Ратівцях було відкрито унікальний колодязь. Його ствол опускався на глибину 4,54 м. У нижній розширеній частині був споруджений квадратної форми дубовий зруб (довжиною 0,7 м). Стіни ствола з метою запобігання обвалу були обшиті дерев'яними прутами. Горщики і фрагменти від них свідчать про те, що користувалися колодязем у другій половині IV століття.
Переважна більшість об'єктів на Ратовецькому поселенні датується ПІ—IV ст. Тут розкопані напівземлянкові й наземні житла, господарські ями, ліпна і гончарна кераміка зі штампованим орнаментом, сліди залізоробної справи. Появу перших слов'янських груп на Ужгородщині, що датується кінцем V ст., підтверджує виявлена на поселенні кераміка празького типу.
У середині І тисячоліття у «велике переселення народів» включаються давні слов'яни, які жили між Дніпром і Віслою. Просуванню слов'ян на Балкани та Карпатську улоговину, що відбувалося до V ст., немалою мірою сприяло гуннське, готське та аварське вторгнення в Центральну Європу.
Найраніші пам'ятки давніх слов'ян (поселення і могильники), що датуються VI ст., на території Ужгородського району були виявлені в Галочі, Холмоку, Ужгороді. Слов'янські поселення другого етапу — VII—ІХ ст., на теренах району кількісно збільшуються. Вони відомі на прикладі Великих Лазів, Великих Геївців, Великої Доброні, Глибокого, Кам'яниці, Коритнян, Малих Селменців, Палло, Паладь-Комарівців, Сторожниці та ін.
У Галочі (урочище Біле Поле) вперше на території краю було виявлено напівземлянкові житла з печами-кам'янками давніх слов'ян. Тут же зібрано значну колекцію фрагментів ліпного посуду так званого празького типу, що датується VI ст.
У 896 році в Карпатську улоговину вторгаються угорські (мадярські) племена, головна частина яких проходить через Верецький перевал і осідає в степовій зоні Тисо-Дунайської низовини. Консолідація мадярських племен стала основою для утворення Угорської ранньофеодальної держави, очоленої першим королем Іштваном І (1000—1038 р.р.). Починаючи з ХІ-ХІІ ст., мадяри поступово заселяють Притисянську низовину. В ХІІ—XIV ст. виникає ряд мадярських сіл на теренах сучасного Ужгородського району, таких як Велика Добронь, Великі Геївці, Паладь-Комарівці, Галоч, Сюрте та ін. В результаті адміністративної реформи поселення на території сучасного Ужгородського району увійшли до комітату Унґ.
Зі смертю Бейли III в 1301 році угорський престол перейшов від королівського роду Арпадів до роду Анжу. Розпочалася міжусобна війна між непокірною верхівкою на чолі з палатином Омодеєм та королем Карлом Робертом, яка закінчилася перемогою короля. Карл Роберт за підтримку і участь у війні нагородив Яноша Друґета, вихідця з Італії, великими землеволодіннями, відібраними від заколотників, в тому числі і від Унгського наджупана Петра, сина Петуні. В 1312 році Янош Друґет отримав землеволодіння в комітаті Унґ і заснував горянсько-гуменянську гілку Другетів, якій до 1691 року належало Ужгородсько-Невицьке панство.
Через те, що Другети отримали значну частину своїх маєтків у слабозаселеній гірській місцевості, був застосований розповсюджений у середньовіччі спосіб заселення на так званому німецькому (волоському) праві. Відтак землевласник домовлявся з відповідальною особою — шолтейсом (scultetus, schulce) — про вербування за привілеї серед кочівників-пастухів чи бідних землеробів нових поселенців. Вони селилися на порожніх незаселених землях і були звільнені від будь-яких повинностей на 6-8-12 років. Лише після закінчення строку пільг підлягали виконанню повинностей. Шолтейси отримували повний наділ, за який не несли жодних повинностей. Згодом, як правило, вони ставали сільськими старостами (біровами), очолюючи своєрідне самоуправління з деякими юридичними правами. Від другої половини XVI ст. важливе місце у економічному становищі населення Ужгородського району посідають урбарії. В урбаріях на основі перепису зібрані дані про кількість кріпаків (залежних селян), їх повинності і майновий стан. В 1671 році в комітаті Унґ замість двох крайн з'явилося три: верховинська, турянська і унгська. Верховинська крайна включала нинішній Великоберезнянський; Турянська — Перечинський; Унгська — Ужгородський райони.
Останні з Другетів увійшли в історію як благодійники, бо своїх підданих звільняли від кріпацтва, а багатьом дарували маєтки. Однак вони через свою прихильність до Габсбургів у 1679 році, під час вторгнення трансильванського війська Імре Текелі поплатилися знищенням своїх процвітаючих маєтків.
Саме за таких обставин володіння Ужгородсько-Невицьким панством у 1691 році перейшло до графа Міклоша Берчені. Він після одруження на останній із родини Другетів по жіночій лінії Христині Друґет став володарем панства. Але Міклош Берчені не спромігся виправити важкий економічний стан маєтностей, навпаки, він став набагато гіршим. У 1701 році Міклоша Берчені призначено головнокомандувачем військами у визвольній війні угорського народу проти панування австрійських імператорів Габсбургів, яку очолював Ференца II Ракоці. Війна знову прокотилася по селах Ужгородсько-Невицького панства.
Після Сатмарського миру 1711 року всі володіння графа Міклоша Берчені були конфісковані на користь австрійської казни. Нові господарі, для яких край був чужим і незрозумілим, позбавили селян тих прав і привілеїв, якими їх обдарували Другети.
У XVIII ст. у країні наростали сили, які вимагали відміни кріпосного права. Вони породили реформи Марії Терезії та Йосифа ІІ. Австрійська імператорка Марія Терезія (1740—1780 рр.) в 1767 р. видає патент про проведення урбаріальної реформи. Реформа передбачала заборону Кріпак, який володів цілим наділом, повинен був відпрацювати на панських землях 52 дні в році з тяглом або 112 без тяглової сили. Були регламентовані розміри грошової, натуральної та інших повинностей; гарантувалося право вільного переходу; встановлювалися мінімальні розміри селянських наділів у різних частинах країни; обмежувалась сфера панського суду.
Урбаріальна реформа мала ряд негативних наслідків для селян-кріпаків. Вона узаконила раніше захоплені поміщиками землі і дала можливість привласнювати общинні пасовища, ліси. До того ж точна фіксація селянських наділів і повинностей у подальшому стала невигідною для селян.
Таким чином, урбаріальна реформа 1767 року в підсумку обернулась проти майнового стану селянства, розорення і збіднення яких із часом ще більше посилилось.
Згідно з терезіянським урбарієм, який в Унгському комітаті набрав чинності 1 травня 1773 року, залежні селяни Ужгородського коморного панства в 90-х роках XVIII ст. повинні були сплачувати фіксовані грошові і натуральні податки. Кожний селянин-кріпак, який володів портою (земельним наділом), платив за будинок один золотий, сплачуючи його у два терміни, — на св. Юрія та св. Михайла.
Крім виконання селянами звичайних повинностей, землевласники вимагали від них і незвичайних. Серед останніх були: заготівля дров, податок на церкву та ін. Наприклад, загальний річний прибуток Ужгородсько-Невицького панства Другетів у 1671 році становив 5492 флоренів 91 динар.
Набагато радикальнішою була доба правління Йосифа ІІ (1780—1790 р.р.). Після подорожі Йосифа ІІ в червні 1770 року по Закарпаттю і Східній Словаччині в ранзі наступника престолу повага селянства до його особи значно зросла і у відповідь на це в 1781 році Йосиф ІІ видав патент про відміну кріпосного права, яке найбільш допікало селянству.
В Угорському королівстві відміна кріпосного права була проголошена 22 серпня 1785 року, але ця акція була проведена лише на папері. Угорська шляхта не захотіла втрачати завойовані нею права, отож її представники в парламенті затіяли довгі дискусії з питань реформи. На сеймі 1789 року великі землевласники категорично виступили проти відміни кріпосного права. Таким чином в Угорщині, на відміну від Австрії, все залишилося по-старому.
Важливим наслідком угорської революції 1848—1849 рр. була відміна кріпацтва. У 1867 році внаслідок революційних подій та реформ замість абсолютистської імперії утворилася Австро-Угорська дуалістична конституційна монархія. Вона проіснувала до жовтня 1918 року, коли розпалася. На руїнах Австро-Угорської монархії утворилися ряд незалежних держав: Австрія, Угорщина, Польща, Югославія і Чехословаччина. Закарпаття під назвою Підкарпатська Русь увійшло до складу Чехословацької Республіки згідно з Сен-Жерменським договором від 10 вересня 1919 року.
На Підкарпатській Русі за новим адміністративним поділом було утворено 13 округів, у тому числі й Ужгородський. Згідно з Віденським арбітражем від 2 листопада 1938 року частина Ужгородського району з м. Ужгород відійшли до гортіївської Угорщини. Після збройного захоплення Карпатської України, що виникла на уламках ЧСР наприкінці березня 1939 року, вся територія краю опинилася у складі профашистського режиму Угорщини (березень 1939 р. — жовтень 1944 р.).
Наприкінці жовтня 1944 року війська 4-го Українського фронту з боями ввійшли в Закарпаття. За змовою між Чехословацькою Республікою і СРСР від 29 червня 1945 року Закарпатська Україна (так тоді називався край) — невід'ємна частина Радянської України, а з 1991 року — незалежної України.
25 травня 2014 року відбулися Президентські вибори України. У межах Ужгородського району було створено 68 виборчих дільниць. Явка на виборах складала — 59,86 % (проголосували 32 257 із 53 890 виборців). Найбільшу кількість голосів отримав Петро Порошенко — 58,63 % (18 912 виборців); Юлія Тимошенко — 14,78 % (4 767 виборців), Олег Ляшко — 7,40 % (2 387 виборців), Анатолій Гриценко — 4,53 % (1 461 виборців), Михайло Добкін — 3,97 % (1 279 виборців). Решта кандидатів набрали меншу кількість голосів. Кількість недійсних або зіпсованих бюлетенів — 1,82 %.

## Транспорт
Районом проходить низка важливих транспортних коридорів, серед них автошляхи E50, E58 та E573.

## Адміністративний устрій
Адміністративно-територіально район поділяється на 1 селищну раду і 32 сільські ради, які об'єднують 65 населених пунктів та підпорядковані Ужгородській районній раді. Адміністративний центр — місто Ужгород.
З липня 2020 року, у результаті проведення реформи адміністративно-територіального устрою, територія району була укрупнена, за рахунок приєднання до нього Перечинського, Великоберезнянського та частини Мукачівського районів. Площа — 2.4 тис. кв.км. Населення району збільшилося до 255.8 тисяч осіб. У складі району перебуває 14 громад, з яких 3 — міських, 2 — селищних та 9 — сільських.
| Номер | Назва громади                | Статус   | Центр                 |
| ----- | ---------------------------- | -------- | --------------------- |
| 1.    | Баранинська                  | Сільська | с. Баранинці          |
| 2.    | Великоберезнянська           | Селищна  | сел. Великий Березний |
| 3.    | Великодобронська             | Сільська | с. Велика Добронь     |
| 4.    | Дубриницько-Малоберезнянська | Сільська | с. Дубриничі          |
| 5.    | Костринська                  | Сільська | с. Кострина           |
| 6.    | Оноківська                   | Сільська | с. Оноківці           |
| 7.    | Перечинська                  | Міська   | м. Перечин            |
| 8.    | Середнянська                 | Селищна  | сел. Середнє          |
| 9.    | Ставненська                  | Сільська | с. Ставне             |
| 10.   | Сюртівська                   | Сільська | с. Сюрте              |
| 11.   | Тур'є-Реметівська            | Сільська | с. Тур'ї Ремети       |
| 12.   | Ужгородська                  | Міська   | м. Ужгород            |
| 13.   | Холмківська                  | Сільська | с. Холмок             |
| 14.   | Чопська                      | Міська   | м. Чоп                |

## Населення
Динаміка чисельності населення
- 1970 — 70 707
- 1979 — 69 941
- 1989 — 73 679
- 2001 — 74 433
- 2014 — 69 837

Розподіл населення за віком та статтю (2001):
| Стать | Всього | До 15 років | 15-24 | 25-44  | 45-64 | 65-85 | Понад 85 |
| --- | ------ | ----------- | ----- | ------ | ----- | ----- | -------- |
| Чоловіки | 35 657 | 7464        | 5967  | 11 131 | 7903  | 3100  | 92       |
| Жінки | 38 742 | 7211        | 5780  | 11 076 | 9109  | 5324  | 242      |
| \| Статево-вікова піраміда \| Статево-вікова піраміда \| Статево-вікова піраміда \| \| ----------------------- \| ----------------------- \| ----------------------- \| \| Чоловіки \| Вік \| Жінки \| \| 92 \| 85 + \| 242 \| \| 235 \| 80-84 \| 484 \| \| 577 \| 75-79 \| 1237 \| \| 1004 \| 70-74 \| 1667 \| \| 1284 \| 65-69 \| 1936 \| \| 1435 \| 60-64 \| 2110 \| \| 1572 \| 55-59 \| 1719 \| \| 2337 \| 50-54 \| 2531 \| \| 2559 \| 45-49 \| 2749 \| \| 2910 \| 40-44 \| 3014 \| \| 2666 \| 35-39 \| 2674 \| \| 2671 \| 30-34 \| 2660 \| \| 2884 \| 25-29 \| 2728 \| \| 2970 \| 20-24 \| 2778 \| \| 2997 \| 15-20 \| 3002 \| \| 3089 \| 10-14 \| 2934 \| \| 2407 \| 5-9 \| 2360 \| \| 1968 \| 0-4 \| 1917 \| |        |             |       |        |       |       |          |
| Статево-вікова піраміда |        |             |       |        |       |       |          |
| Чоловіки | Вік    | Жінки       |       |        |       |       |          |
| 92 | 85 +   | 242         |       |        |       |       |          |
| 235 | 80-84  | 484         |       |        |       |       |          |
| 577 | 75-79  | 1237        |       |        |       |       |          |
| 1004 | 70-74  | 1667        |       |        |       |       |          |
| 1284 | 65-69  | 1936        |       |        |       |       |          |
| 1435 | 60-64  | 2110        |       |        |       |       |          |
| 1572 | 55-59  | 1719        |       |        |       |       |          |
| 2337 | 50-54  | 2531        |       |        |       |       |          |
| 2559 | 45-49  | 2749        |       |        |       |       |          |
| 2910 | 40-44  | 3014        |       |        |       |       |          |
| 2666 | 35-39  | 2674        |       |        |       |       |          |
| 2671 | 30-34  | 2660        |       |        |       |       |          |
| 2884 | 25-29  | 2728        |       |        |       |       |          |
| 2970 | 20-24  | 2778        |       |        |       |       |          |
| 2997 | 15-20  | 3002        |       |        |       |       |          |
| 3089 | 10-14  | 2934        |       |        |       |       |          |
| 2407 | 5-9    | 2360        |       |        |       |       |          |
| 1968 | 0-4    | 1917        |       |        |       |       |          |

Національний склад населення району за переписом 2001 року
| національність | чисельність | частка |
| -------------- | ----------- | ------ |
| українці       | 43489       | 58,5 % |
| угорці         | 24822       | 33,4 % |
| цигани         | 3022        | 4,1 %  |
| росіяни        | 1485        | 2,0 %  |
| словаки        | 1191        | 1,6 %  |
| білоруси       | 110         | 0,1 %  |
| німці          | 26          | 0,0 %  |

Динаміка національного складу району за даними переписів, %
|          | 1959 | 1989 | 2001 |
| -------- | ---- | ---- | ---- |
| українці | 53,8 | 56,3 | 58,5 |
| угорці   | 38,9 | 34,8 | 33,4 |
| цигани   | 1,5  | 3,6  | 4,1  |
| росіяни  | 1,4  | 3,1  | 2,0  |
| словаки  | 3,9  | 1,3  | 1,6  |

Етномовний склад населених пунктів району (рідна мова населення)
|                     | українська | угорська | російська | словацька | циганська |
| Ужгородський район  | 58,9       | 36,5     | 2,5       | 1,1       | 0,7       |
| ------------------- | ---------- | -------- | --------- | --------- | --------- |
| м. Чоп              | 46,3       | 41,5     | 11,6      | 0,1       | 0,0       |
| смт Середнє         | 81,1       | 1,0      | 1,0       | 3,2       | 13,6      |
| с. Вовкове          | 99,4       |          | 0,4       |           |           |
| с. Баранинці        | 94,6       | 3,9      | 1,3       | 0,1       |           |
| с. Барвінок         | 99,3       |          | 0,2       | 0,5       |           |
| с. Довге Поле       | 96,0       | 3,2      | 0,7       |           |           |
| с. Підгорб          | 95,8       | 1,2      | 2,7       |           |           |
| с. Великі Геївці    | 8,1        | 91,5     | 0,3       |           |           |
| с. Малі Геївці      | 7,8        | 91,2     | 0,5       |           |           |
| с. Руські Геївці    | 96,8       | 3,2      |           |           |           |
| с. Велика Добронь   | 1,9        | 97,7     | 0,2       |           |           |
| с. Великі Лази      | 98,7       | 0,6      | 0,6       | 0,1       |           |
| с. Циганівці        | 96,9       | 0,2      | 2,9       |           |           |
| с. Галоч            | 10,2       | 88,0     | 1,8       |           |           |
| с. Батфа            | 19,9       | 79,7     | 0,4       |           |           |
| с. Палло            | 26,3       | 73,0     | 0,5       | 0,2       |           |
| с. Глибоке          | 93,6       | 0,4      | 0,7       | 5,4       |           |
| с. Нижнє Солотвино  | 97,5       | 0,4      | 1,0       | 1,0       |           |
| с. Руські Комарівці | 83,1       | 16,2     | 0,5       |           | 0,1       |
| с. Дубрівка         | 98,6       | 0,1      | 0,9       |           |           |
| с. Ірлява           | 100,0      |          |           |           |           |
| с. Андріївка        | 99,3       |          | 0,4       |           |           |
| с. Чабанівка        | 98,9       |          | 1,1       |           |           |
| с. Кам'яниця        | 94,9       | 0,5      | 3,0       | 0,4       |           |
| с. Гута             | 92,6       |          | 3,5       | 3,9       |           |
| с. Кибляри          | 98,9       | 0,3      | 0,5       |           |           |
| с. Гайдош           | 98,9       |          | 1,1       |           |           |
| с. Лінці            | 99,7       |          | 0,3       |           |           |
| с. Паладь-Комарівці | 11,8       | 88,3     |           |           |           |
| с. Малі Селменці    | 7,5        | 92,5     |           |           |           |
| с. Коритняни        | 92,8       | 3,2      | 3,5       | 0,3       |           |
| с. Кінчеш           | 77,7       | 20,4     | 1,5       | 0,3       |           |
| с. Часлівці         | 48,2       | 49,9     | 1,6       | 0,4       |           |
| с. Мала Добронь     | 1,2        | 98,5     | 0,1       |           |           |
| с. Демечі           | 81,7       | 17,3     | 0,8       |           | 0,3       |
| с. Тисаагтелек      | 1,5        | 98,4     | 0,2       |           |           |
| с. Тисаашвань       | 3,5        | 95,7     | 0,4       |           |           |
| с. Тисауйфалу       | 7,9        | 92,1     |           |           |           |
| с. Невицьке         | 99,0       | 0,1      | 0,7       |           |           |
| с. Оноківці         | 94,5       | 1,8      | 3,3       | 0,1       |           |
| с. Оріховиця        | 98,2       | 0,2      | 1,5       | 0,2       |           |
| с. Пацканьово       | 99,4       |          | 0,7       |           |           |
| с. Ратовці          | 18,6       | 80,7     | 0,5       |           | 0,1       |
| с. Соловка          | 5,0        | 94,8     | 0,2       |           |           |
| с. Петрівка         | 95,9       | 2,4      | 1,0       |           |           |
| с. Соломоново       | 37,3       | 59,9     | 2,0       | 0,1       |           |
| с. Сторожниця       | 70,5       | 7,6      | 3,0       | 18,8      |           |
| с. Сюрте            | 19,8       | 78,8     | 1,0       | 0,1       | 0,1       |
| с. Тийглаш          | 16,9       | 82,9     | 0,2       |           |           |
| с. Тарнівці         | 55,5       | 41,9     | 0,8       | 1,6       |           |
| с. Ботфалва         | 32,5       | 66,0     | 0,5       | 0,7       | 0,2       |
| с. Шишлівці         | 38,1       | 59,6     | 2,4       |           |           |
| с. Холмці           | 48,0       | 51,1     | 0,7       | 0,1       |           |
| с. Холмок           | 50,6       | 48,5     | 0,5       |           |           |
| с. Концово          | 47,2       | 50,2     | 1,3       | 0,2       | 0,7       |
| с. Минай            | 82,2       | 13,5     | 3,6       | 0,6       |           |
| с. Розівка          | 80,3       | 15,9     | 3,0       | 0,5       |           |
| с. Худльово         | 94,8       | 0,3      | 0,7       | 0,2       | 3,8       |
| с. Анталовці        | 88,9       | 0,5      | 0,9       | 9,4       |           |
| с. Верхнє Солотвино | 100,0      |          |           |           |           |
| с. Ляхівці          | 98,4       | 0,7      | 0,9       |           |           |
| с. Чертеж           | 99,0       | 0,2      | 0,5       | 0,2       |           |
| с. Червоне          | 85,5       | 13,5     | 0,8       |           |           |
| с. Есень            | 2,0        | 97,6     | 0,4       |           |           |
| с. Ярок             | 96,4       | 1,2      | 2,1       | 0,1       |           |
| с. Стрипа           | 97,2       | 0,2      | 2,4       |           |           |

## Персоналії
У селі Горяни (нині в складі міста Ужгород) народився відомий письменник Михайло Іванович Томчаній. В Ужгороді народився Томчаній Михайло Михайлович (1946.11.09) архітектор-містобудівельник, художник-графік, головний архітектор Ужгорода (1980—1990 р.), засновник і голова першого на Закарпатті «Товариства Карпатських Русинів» (Ужгород 1990—1991).
Своїми роботами відомі уродженці смт. Середнє художник-графік Василь Юлійович Скакандій та народний художник України Василь Сідак, художник, різьбяр Василь Свида із Пацканьова, художник Василь Тимко із Лінців. В селі Невицьке народився і жив поет Іван Угрин (літературний псевдонім — Бурлак). У Великих Лазах мешкає поет Юрій Шип.
На Ужгородщині народився доктор історичних наук І. Ф. Король та кандидат економічних наук В. Ф. Яночко (с. Кибляри), доктор філологічних наук, академік Національної Академії наук О.В. Мишанич (с. Барвінок), доктор філологічних наук Павло Павлович Чучка (с. Баранинці), доктор філософських наук В. І. Ходанич (с. Худльово), доктор фізико-математичних наук В. П. Фенцик (с. Худльово), доктор хімічних наук С.М. Хрипак (с. Нижнє Солотвино), доктор медичних наук М. Ю. Долгош (с. Худльово), доктор медичних наук С. С. Долгош (с. Вовкове), кандидат філософських наук І. Ю. Кашула (с. Худльово), кандидат медичних наук В.В. Стрижак (с. Худльово), кандидат філософських наук С. М. Білак (с. Руські Комарівці), кандидат філософських наук Ю. О. Баб'як (с. Нижнє Солотвино).